# PLUS heads inc.
PLUS heads inc.（プラスヘッズインク）はCGアニメーション制作スタジオおよびそのキャラクターグッズの販売、CM企画制作を行う会社である。

## 概説
2004年に「The World of GOLDEN EGGS」を製作、カルト的人気を呼び、DVDやグッズ等の販売や日産自動車「NOTE」などとのタイアップも手掛けるようになった。また2008年度には「The World of GOLDEN EGGS」でグッドデザイン賞を受賞した。
日本のミクスチャーバンド・FLOWのシングル「GARDEN〜Summer Edit〜」で、The World of GOLDEN EGGSのクリエイターがジャケットを制作。Turkey's Hillの住人風になった、FLOWのメンバーを配した。
2017 アリーナツアーからGLAYとコラボをしている。The World of GOLDEN EGGSの世界に現れたGLAYキャラのラインスタンプを販売している。
2019年12月16日に 清算の結了等の理由で 閉鎖した。

## 作品
代表作
「The World of GOLDEN EGGS」（2004年）
「Present For You」（2013年 ）
「The Planet of Stray Cats 」（2015年）